# La Lanterne magique (série télévisée)
Pour les articles homonymes, voir La Lanterne magique.
La Lanterne magique est une émission de télévision jeunesse québécoise diffusée à partir de 1957 jusqu'en 1962 à la Télévision de Radio-Canada. Cette série pour enfants était publiée en noir et blanc.

## Synopsis
Cette série nous raconte les aventures d'Hulu-Berlu, un garçon aimable et estimé de tout le monde. Cependant, il cache à ses amis un terrible secret! Celui-ci possède une lanterne magique renfermant un lutin qui dessine extrêmement bien.
Dans une des histoires, Hulu-Berlu est transformé en renard par la fée Carabosse qui le garde dans son château (diffusé le lundi 19 août 1957). Dans une autre, Hulu-Berlu trouve un trésor mais le sacrifie à son ami Papillon (diffusé le lundi 26 août 1957).
Source : La Semaine à Radio-Canada - Horaire hebdomadaire de Radio-Canada.

## Fiche technique
- Scénarisation : Mireille Attas, Denise Giguère, Yolande Lareau-Léger
- Réalisation : Jean-Louis Béland, Claude Caron, Pierre Desroches, Marie-Claude Finozzi, Fernand Ippersiel
- Société de production : Société Radio-Canada

## Distribution
- Marc Favreau
- Robert Gadouas
- Guy L'Écuyer
- Roland Lepage
- Claude Léveillée
- Hubert Loiselle
- Jean-Louis Millette
- Claude Préfontaine
- Christiane Ranger
- Yolande Roy
- Kim Yaroshevskaya